# Gore Verbinski
Gregor "Gore" Verbinski (sinh ngày 16 tháng 3 năm 1964) là một đạo diễn phim, nhà biên kịch, nhà sản xuất và nhạc sĩ người Mỹ. Ông được biết đến nhiều nhất vì đã đạo diễn 3 phần của loạt phim Cướp biển vùng Caribbean, Vòng tròn định mệnh, và Rango. Verbinski tốt nghiệp trường Điện ảnh, Phim và Truyền hình UCLA. Bộ phim gần đây nhất của ông, A Cure for Wellness, được phát hành vào năm 2017. Verbinski đã giành được Giải Oscar cho phim hoạt hình hay nhất vào năm 2012 cho bộ phim hành động-hài hước Rango. Với tổng doanh thu toàn cầu của các bộ phim của ông lên tới 3,72 Tỷ đô la Mỹ, Verbinski lọt vào danh sách 10 đạo diễn phim có doanh thu cao nhất thế giới.

## Niên thiếu
Verbinski được sinh ra tại Oak Ridge, Tennessee, là con thứ 3 trong 5 người con của Leurette Ann (McGovern) và Victor Vincent Verbinski, một nhà vật lý hạt nhân. Cha ông là người Ba Lan.

## Sự nghiệp âm nhạc
Ban đầu Verbinski đã hoạt động trong vài ban nhạc rock L.A.. Ông đã chơi trong đã chơi trong Daredevils, Bulldozer, The Drivers, The Little Kings, và ban nhạc siêu sao The Cylon Boys Choir.

## Sự nghiệp điện ảnh
Bộ phim đầu tiên của ông là một loạt phim nhựa 8 mm tên "The Driver Files" năm 1979, khi ông là một thiếu niên trẻ tuổi. Ông bắt đầu sự nghiệp bằng việc đạo diễn video ca nhạc cho các nhóm như Vicious Rumors, Bad Religion, NOFX, 24-7 Spyz và Monster Magnet, làm việc tại Palomar Pictures. Verbinski chuyển từ video ca nhạc sang quảng cáo, khi ông làm việc cho nhiều nhãn hàng bao gồm cả Nike, Coca-Cola, Canon, Skittles và Hãng hàng không Hoa Kỳ. Một trong những quảng cáo nổi tiếng nhất của ông là cho Budweiser, với những con ếch kêu tên thương hiệu. Với nỗ lực của mình ở quảng cáo, Verbinski giành 4 giải Clio và một giải Sư tử bạc Quảng cáo Cannes.
Sau khi hoàn thành bộ phim ngắn The Ritual (mà ông vừa viết kịch bản kiêm đạo diễn), Verbinski thực hiện bộ phim điện ảnh đầu tiên của ông mang tên MouseHunt. Bộ phim tạo nên một cơn sốt toàn cầu, và không lâu sau đó ông nối tiếp sự thành công của mình với bộ phim hành động hài hước The Mexican, với sự tham gia của Julia Roberts và Brad Pitt. Bộ phim nhận được nhiều đánh giá khác nhau, và thể hiện khiêm tốn khi chiếu rạp, với doanh thu nội địa chỉ 68 triệu đô la Mỹ, khá ít nếu so với sự nổi tiếng của những ngôi sao tham gia phim (về lý thuyết thì bộ phim đã thành công vì kinh phí làm phim khá thấp, 38 triệu đô la Mỹ). Verbinski tiếp tục với việc làm lại bộ phim kinh dị Vòng tròn định mệnh (2002), thành công lớn trên toàn thế giới khi thu về hơn 200 triệu đô la Mỹ. Verbinski cũng đạo diễn một phần Cỗ máy thời gian năm đó, tạm thời thay cho Simon Well. Verbinski đạo diễn một số phân cảnh dưới lòng đất Morlock và được ghi Cảm ơn ở thông tin phim. 
Sau đó, ông đạo diễn bộ phim rất thành công, Cướp biển Caribbean: Lời Nguyền tàu Ngọc Trai Đen, kiếm được hơn 600 triệu đô la Mỹ tại các rạp toàn cầu. Đây là hợp tác đầu tiên của ông với nhà sản xuất Jerry Bruckheimer, người mà kể từ đó ông đã hợp tác cùng trong nhiều bộ phim khác. Bộ phim tiếp theo của ông là The Weather Man, với sự tham gia của Nicolas Cage. Bộ phim nhận được nhiều nhận xét khác nhau và những phê bình tích cực, nhưng lại là một thất bại phòng vé. Tháng 3 năm 2005, ông bắt đầu quay phần tiếp theo Cướp biển vùng Caribbean 2: Chiếc rương tử thầnvà Cướp biển vùng Caribbean: Nơi tận cùng thế giới. Bộ phim đầu trở thành thành công lớn nhất cho đến giờ của ông, là bộ phim thứ 3 cho tới nay giành được hơn 1 tỷ đô la Mỹ tiền vé trên thế giới. Verbinski cũng đã được chọn làm đạo diễn bộ phim cho Universal Pictures, dựa trên trò chơi điện tử BioShock. Verbinski sau đó đã được thay thế bởi Juan Carlos Fresnadillo, nhưng cuối cùng thì dự án phim đã bị hủy.
Vào năm 2011 và 2013, Verbinski đào sâu hơn vào thể loại phương Tây, với nhiều kết quả khác nhau: bộ phim Rango được đón nhận tích cực, cả trong giới phê bình lẫn công chiếu thương mại, và giành được Giải Oscar cho phim Hoạt hình hay nhất. Ngược lại, bộ phim The Lone Ranger làm lại cho phiên bản radio nổi tiếng những năm 1930, thì lại không thành công. Dự án phim đã mắc kẹt trong nhiều năm, bị viết lại kịch bản, cắt giảm ngân sách và đã có tranh cãi xung quanh việc chọn Johnny Depp đóng vai nhận vật người thổ dân Mỹ Tonto. Bộ phim thu về 260 triệu đô la so với 215-225 triệu ngân sách, cộng với ước tính khoảng 150-160 triệu đô la dành cho chiến dịch quảng bá. Cùng năm đó, ông cũng là giám đốc sản xuất của bộ phim The Secret Life of Walter Mitty đạo diễn bởi Ben Stiller.
Ông đã được công bố là người sản xuất và đạo diễn phần làm lại của bộ phim Clue, dựa trên board game. Dự án tương lai của ông là bộ phim Light House: A Trifle, chuyển thể từ tiểu thuyết của William Monahan, một câu chuyện về một nghệ sĩ chạy trốn khỏi Mafia, ẩn nấp trong một ngọn hải đăng, nơi có những nhân vật kỳ lạ sinh sống. Ông cũng sẽ đạo diễn phim Butterfly, một bộ phim tâm lý kinh dị về một người đàn ông cố gắng làm vợ mình phát điên. Steve Carell được chọn đóng phim.

## Các dự án khác
Verbinski đã tham gia vào Matter, một trò chơi điện tử bối cảnh tương lai phát triển bởi Xbox 360 sử dụng Kinect. Trò chơi được công bó tại E3 2012, nhưng Verbinski sau đó xác nhận rằng trò chơi đã bị hủy.

## Video ca nhạc
- NOFX – "S&M Airlines" (1989)
- Vicious Rumors - "Don't Wait for Me" (1990)
- Vicious Rumors – "Children" (1991)
- 24-7 Spyz – "Stuntman" (1992)
- Bad Religion – "Atomic Garden" (1992)
- Bad Religion – "American Jesus" (1993)
- Bad Religion – Bad Religion
- Bad Religion – "Stranger than Fiction" (1994)
- Monster Magnet – "Negasonic Teenage Warhead" (1995)
- The Crystal Method – "Born Too Slow" (2004)

## Phim chiếu rạp
| Năm  | Tiêu đề                                                | Đề cử Oscar | Thắng giải Oscar | Điểm Rotten Tomatoes |
| ---- | ------------------------------------------------------ | ----------- | ---------------- | -------------------- |
| 1997 | MouseHunt                                              |             |                  | 43%                  |
| 2001 | The Mexican                                            |             |                  | 56%                  |
| 2002 | Cỗ máy thời gian (không được ghi danh)                 |             |                  | 29%                  |
| 2002 | Vòng tròn định mệnh                                    |             |                  | 72%                  |
| 2003 | Cướp biển vùng Caribbean: Lời nguyền tàu Ngọc Trai Đen | 5           |                  | 79%                  |
| 2005 | The Weather Man                                        |             |                  | 58%                  |
| 2006 | Cướp biển Caribbean:                                   | 4           | 1                | 54%                  |
| 2007 | Cướp biển vùng Caribbean: Nơi tận cùng thế giới        | 2           |                  | 45%                  |
| 2011 | Rango                                                  | 1           | 1                | 87%                  |
| 2013 | The Lone Ranger                                        | 2           |                  | 31%                  |
| 2016 | A Cure For Wellness                                    |             |                  | 40%                  |